# Distretto di Pariacoto
Il distretto di Pariacoto è un distretto del Perù nella provincia di Huaraz (regione di Ancash) con 4.386 abitanti al censimento 2007 dei quali 1.280 urbani e 3.106 rurali.
È stato istituito il 2 gennaio 1857.